# Пајић
Пајић је презиме, патроним за Пајо или Паја. Значајни људи са презименом су:
- Ксенија Пајић (рођена 1961), хрватска глумица